# Trachyopella formosa
Trachyopella formosa är en tvåvingeart som beskrevs av Oswald Duda 1925. Trachyopella formosa ingår i släktet Trachyopella och familjen hoppflugor.
Artens utbredningsområde är Taiwan. Inga underarter finns listade i Catalogue of Life.